# クシシュトフ・グウォヴァツキ対オレクサンドル・ウシク戦
クシシュトフ・グウォヴァツキ 対 オレクサンドル・ウシク戦（クシシュトフ・グウォヴァツキ たい オレクサンドル・ウシクせん）は、2016年9月16日にポーランドグダニスクのエルゴ・アリーナで開催されたプロボクシングの試合。マルコ・フックを破り一躍クルーザー級最強王者になったグウォヴァツキのホームに凱旋しての2度目の防衛戦。フックやスティーブ・カニンガムの王者や元クラス最強王者を退けてきたが今回もWBO世界クルーザー級1位でWBOインターコンチネンタルクルーザー級王者のウシクを迎えて対戦。一方のウシクは今回の試合が初のアウェーでの試合。2012年ロンドンオリンピックで金メダルを獲得した実績を誇り、叩き上げといえるアマチュア選手生活を送ってプロに転向した。試合は強打の技巧と強打の選手の対決になったが結局デビューからの連続KOが止まったがウシクが王座を獲得する結果になった。イベント名は「ポルサット・ボクシング・ナイト」。この試合はポーランド・ポルサット・スポーツがペイ・パー・ビュー放送した（海外はパナマのRPCチャンネル4が海外で唯一の衛星生中継）。

## 試合成立まで
2016年4月23日、WBOがWBO世界クルーザー王者クシシュトフ・グウォヴァツキとWBOインターコンチネンタルクルーザー級王者オレクサンドル・ウシクとの間で指名試合を行うよう指令した。
その後入札間際になったがウシク陣営のK2プロモーションズとグウォヴァツキ陣営のウォリアーズ・ボクシングが再交渉して合意に取り付けた。

## 対戦カード
^Note 1 WBO世界クルーザー級タイトルマッチ
^Note 2 WBC女子世界スーパーウェルター級王座決定戦
^Note 3 WBC世界スーパーウェルター級ユース王座決定戦